# Escudo de Ibias

El concejo asturiano de Ibias carece de escudo municipal, aunque de modo oficioso se emplean dos, pero nunca por el ayuntamiento. Está pendiente de que la Universidad de Oviedo le conteste a un escrito, pidiendo cuáles deben ser las armas que tiene el municipio. Destacaremos sus dos escudos.

## El primer escudo.
Es un guerrero vestido de armadura y lanza sobre torre almenada, clavando una lanza a un dragón que esta sobre el agua. Lleva la leyenda "IBIAS IBIAS DIOS ME AYUDE", alrededor del escudo.
Al timbre corona real cerrada.
Este escudo es el que está bordado en el pendón municipal, consiste en las armas del linaje de Ibias.

## Segundo escudo
En el segundo escudo. Cuarteado en cruz.
- Primer cuartel, guerrero vestido con armadura sobre castillo almenado con dragón a los pies. Tiene la leyenda a un lateral "IBIAS IBIAS DIOS ME AYUDE".

- Segundo cuartel: castillo almenado y en su puerta un hombre tocando un cuerno de caza que pretenden ser las armas de la familia Ron.

- Tercer cuartel: dividido en dos a su vez. En el primero la Cruz de los Ángeles en oro y piedras preciosas y dos ángeles arrodillados y alados que son las armas de Oviedo. En el segundo sobre castillo almenado un león enarbolando una bandera con una cruz y batiendo otra que son las armas de los Ribera.

- Cuarto cuartel: también dividió en dos. En el primer subcuartel quince piezas de oro que son las armas de Quiñones. En el segundo subcuartel dos guerreros a caballo combatiendo que pretenden ser las armas de la familia Tormaleo.

Al timbre, corona del Príncipe de Asturias.
- Datos: Q5838066